# یوجنیا ۴۵
سیارک یوجنیا ۴۵ (به انگلیسی: 45 Eugenia) چهل و پنجمین سیارک کشف شده‌است که در ۲۷ ژوئن ۱۸۵۷ و در پاریس کشف شد.
قدر مطلق سیارک برابر ۷٫۴۶ است.